# Вільгельм Віммер
Вільгельм Георг Віммер (нім. Wilhelm Georg Wimmer; 9 квітня1889 — 15 травня 1973) — німецький військово-повітряний діяч, генерал авіації. Кавалер Німецького хреста в сріблі.

## Біографія
23 вересня 1909 року вступив в 16-й баварський піхотний полк. В лютому-серпні 1914 року пройшов льотну підготовку в баварському авіазагоні в Шляйссгаймі. Учасник Першої світової війни, з 3 жовтня 1914 року — льотчик 4-го баварського польового авіазагону, з 21 квітня 1916 року — ад'ютант з питань авіації в штабі армійської групи «Штранц». 14 липня 1916 року переведений в баварську інспекцію ВПС. З 6 листопада 1918 року — командир 294-го баварського авіазагону.
30 вересня 1920 року звільнений з армії, але 1 січня 1921 року повернувся на службу. У 1921-23 роках — командир роти 78-го автотранспортного дивізіону, з 1 жовтня 1924 року — 19-го піхотного полку. 1 жовтня 1926 року переведений в Імперське військове міністерство, з 1 квітня 1933 року — начальник відділу Управління озброєнь. Займався переважно питаннями виробництва літаків. 1 вересня 1933 року переведений в люфтваффе і призначений начальником відділу Імперського міністерства авіації. З 1 жовтня 1935 року — начальник Технічного управління міністерства. 1 червня 1936 року переведений в діючі частини і призначений вищим авіаційним командиром 3. З 1 квітня 1938 року — командир пункту з розформування 3-го авіаційного округу. 1 липня 1938 року призначений командиром 2-ї авіадивізії.
З 1 лютого 1939 року — начальник Командування ВПС «Східна Пруссія». З 11 травня 1940 року виконував обов'язки командувача 1-м повітряним флотом. Учасник Французької кампанії. З 20 серпня 1940 року — начальник авіаційної області «Бельгія-Північна Франція». 6 вересня 1944 року зарахований в резерв ОКЛ, а в листопаді відряджений в штаб головнокомандувача парашутними військами, що фактично було почесною відставкою. 8 травня 1945 року інтернований владою союзників. У 1947 році звільнений.

## Звання
- Фанен-юнкер (23 вересня 1909)
- Фанен-юнкер-унтерофіцер (1 грудня 1909)
- Фенріх (4 травня 1910)
- Лейтенант (26 жовтня 1911)
- Оберлейтенант (9 липня 1915)
- Гауптман (21 вересня або 18 жовтня 1918)
- Майор (1 жовтня 1929)
- Оберстлейтенант (1 лютого 1933)
- Оберст (1 жовтня 1934)
- Генерал-майор (1 квітня 1936)
- Генерал-лейтенант (1 квітня 1938)
- Генерал авіації (1 жовтня 1939)

## Нагороди
- Медаль принца-регента Луїтпольда
- Нагрудний знак пілота (Баварія)
- Залізний хрест 2-го і 1-го класу
- Орден «За заслуги» (Баварія) 4-го класу з мечами
- Пам'ятний знак пілота (Баварія)
- Почесний хрест ветерана війни з мечами
- Медаль «За вислугу років у Вермахті» 4-го, 3-го, 2-го і 1-го класу (25 років)
- Комбінований Знак Пілот-Спостерігач в золоті з діамантами
- Хрест Воєнних заслуг 2-го і 1-го класу з мечами
- Німецький хрест в сріблі (3 лютого 1944)